# Monica Hickmann Alves
Monica Hickmann Alves (sinh ngày 21 tháng 4 năm 1987), thường được gọi là Mônica, là một cầu thủ bóng đá chuyên nghiệp người Brazil, chơi bóng với vai trò hậu vệ cho Orlando Pride của Liên đoàn Bóng đá Nữ Quốc gia và đội tuyển quốc gia Brazil. Cô từng tham gia Giải vô địch bóng đá nữ thế giới 2015.

## Sự nghiệp câu lạc bộ
Trong khoảng thời gian từ năm 2007 đến năm 2012, Monica chơi bóng đá cấp câu lạc bộ ở Áo, cho câu lạc bộ SV Neulengbach, đội thống trị giải đấu ÖFB-Frauenliga. Khi trở về Brazil, cô có một thời gian ngắn chơi cho đội bóng Botucatu Futebol Clube, sau đó gia nhập Ferroviária trước mùa giải 2013. Sau đó, cô gia nhập Orlando Pride, chơi trong giải đấu Liên đoàn bóng đá nữ quốc gia Mỹ cho mùa giải 2016. Vào tháng 10 năm 2016, cô gia nhập Adelaide United dưới dạng cầu thủ cho mượn.

## Sự nghiệp quốc tế
Tại Giải vô địch bóng đá nữ U-20 thế giới 2006, Monica là một thành viên của đội tuyển bóng đá nữ Brazil và kết thúc giải với đội bóng của mình ở vị trí thứ ba chung cuộc. Cô tham gia thi đấu cho Đội tuyển bóng đá nữ Brazil chính thức kể từ ngày 11 tháng 6 năm 2014, bằng một trận hòa 0-0 với thể thức giao hữu với đội tuyển Pháp và được tổ chức ở Guyana. Cô ghi bàn thắng đầu tiên cho đội tuyển quốc gia trong chiến thắng 7-1 của Brazil trước Ecuador tại Đại hội Thể thao Liên châu Mỹ 2015.